# Winchester '73
Winchester '73 é um filme estadunidense de 1950, do gênero bangue-bangue, dirigido por Anthony Mann. 

## Visão geral
O filme Winchester '73 é sobre a jornada de um rifle premiado de um dono malfadado para outro e a busca de um caubói por um fugitivo assassino. Rock Hudson interpreta um índio americano e Tony Curtis interpreta um soldado de cavalaria sitiado, ambos em pequenos papéis no início de suas carreiras. O filme recebeu uma indicação ao prêmio "Writers Guild of America" de Melhor Western Americano Escrito. Esta é a primeira colaboração em filmes de faroeste entre Anthony Mann e James Stewart, e foi filmada em preto e branco.

## Sinopse
Lin McAdam e Frankie "High Spade" Wilson, seu melhor amigo, chegam em Dodge City (Kansas) para um concurso de tiro no aniversário da cidade, cujo prêmio é um rifle Winchester '73. Este modelo de espingarda era então uma novidade e o mais desejado da época. Aqueles que saíam mais perfeitos da fábrica eram conhecido como "Um em Mil". No saloon Lin se depara com Dutch Henry Brown, com quem mantém uma rivalidade de longa data, e só não duelam pois o xerife, Wyatt Earp, auxiliado por Bat Masterson(ambos figuras mitícas do Velho Oeste), não permite que ninguém ande armado pela cidade.
Depois do encontro na cidade, os antagonistas perseguem-se no deserto. Lin e High Spade acabam, entre outras peripécias, por se envolver num combate entre índios e uma unidade da cavalaria americana, a 7ª companhia da Pensilvânia, deslocada para o Kansas.

## Elenco
- James Stewart...Lin McAdam
- Shelley Winters...Lola Manners
- Dan Duryea...Waco Johnnie Dean
- Horace Stephen McNally...Dutch Henry Brown
- Rock Hudson...Bill
- Charles Drake...Steve Miller
- Millard Mitchell...Frankie "High Spade" Wilson
- John McIntire...Joe Lamont
- Will Geer...Wyatt Earp
- Jay C. Flippen...Sargento Wilkes
- John Alexander...Jack Riker
- Steve Brodie...Wesley
- Tony Curtis...Doan

## Legado
Em 2015, a Biblioteca do Congresso dos Estados Unidos selecionou o filme para preservação no National Film Registry, considerando-o "culturalmente, historicamente ou esteticamente significativo".